# 恆春街
恆春街，為1920年－1945年間存在之行政區，轄屬高雄州恆春郡。今屏東縣恆春鎮。

## 街庄原名
原屬
- 宣化里之恆春街、山脚庄、鼻仔頭庄、網紗庄
- 仁壽里之虎頭山庄、猫子坑庄
- 德和里之龍泉水庄、槺榔林庄、大樹房庄、水泉庄、大平頂庄
- 至厚里之鵞鑾鼻庄[1]

## 行政區劃
恆春街轄域內分為恆春、山脚、鼻子頭、網紗、虎頭山、貓子坑、龍泉水、槺榔林、大樹房、水泉、大平頂、鵞鑾鼻十二個大字。
1920年－1940年間為恆春庄，1940年改制為恆春街。
大平頂大字下有「上大平頂」、「下大平頂」小字名，鵞鑾鼻大字下有「鵞鑾鼻」、「墾丁寮」、「大坂埒」小字名。

## 人口
| 類別   | 人口數 |
| ------ | ------ |
| 內地人 | 713    |
| 本島人 | 15,227 |
| 外國人 | 270    |
| 蕃人   | 17     |
| 合計   | 16,227 |

## 交通
- 恆春飛行場（恆春機場）

## 官公署
- 恆春郡役所恆春郡役所
- 恆春街役場
- 恆春測候所（恆春氣象站）
- 恆春郵便局
  - 鵝鑾鼻出張所
- 臺南地方法院恆春出張所
- 臺灣總督府營林所恆春出張所
- 臺灣總督府林業試驗所恆春出張所
- 臺灣總督府農業試驗所恆春種畜支所
- 交通局鵝鑾鼻燈塔

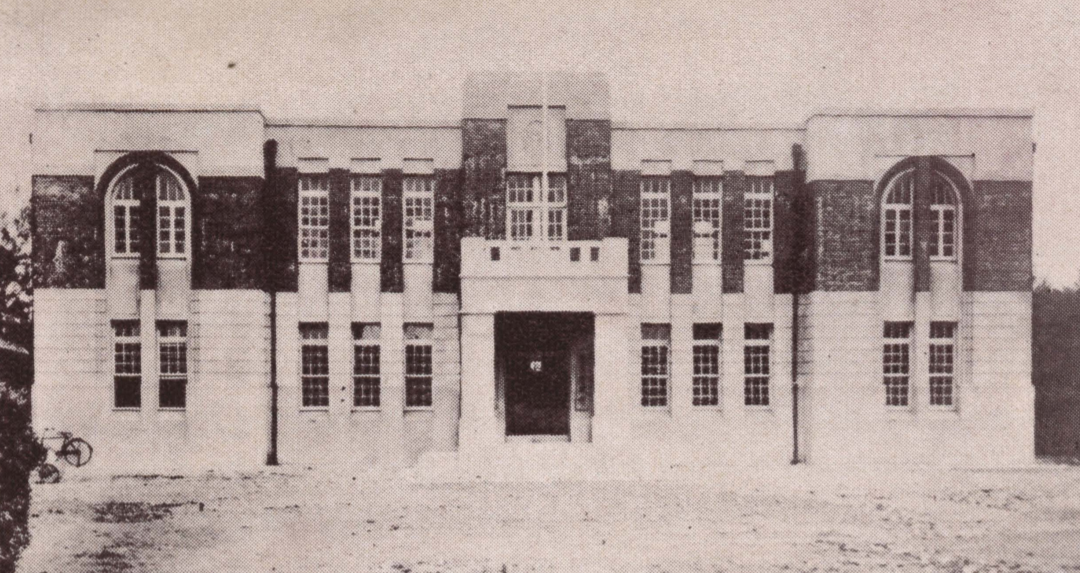
恆春郡役所

- 交通局鵝鑾鼻無線電信局（1937年4月撤廢）[4]

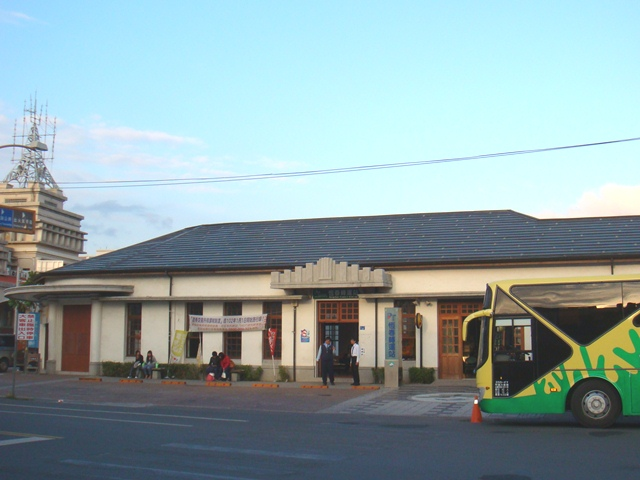
恆春郡公會堂 (現為恆春轉運站)

- 專賣局恆春出張所（1929年3月撤廢）[5]
- 高雄海軍通信隊鵝鑾鼻分遣隊
- 恆春郡公會堂恆春郡公會堂 (現為恆春轉運站)

## 教育
- 恆春尋常高等小學校→恆春國民學校
- 恆春第一公學校→恆春第一國民學校（恆春國小）
- 恆春第一公學校墾丁寮分教場→鵝鑾鼻分教場→恆春第四國民學校（墾丁國小）
- 恆春第二公學校→恆春第二國民學校（水泉國小龍泉分校）
- 恆春第三國民學校（太平國小）

## 產業
- 恆春信用購買販賣利用組合（恆春鎮農會前身）
- 臺灣製糖株式會社恆春製糖所（恆春糖廠）
- 臺灣纖維株式會社恆春出張所
- 恆春電氣株式會社（1940年併入臺灣電力株式會社）
- 恆春製冰合資會社
- 日本水產株式會社恆春捕鯨場
- 大阪商船株式會社恆春營業所
- 南海自動車株式會社恆春營業所
- 高雄州自動車運輸株式會社恆春營業所
- 台灣運輸株式會社恆春營業所
- 恆春劇場
- 海軍慰安所[3]

## 神社
- 恆春神社
- 鵝鑾鼻社

## 名勝舊跡
- 恆春城
- 恆春公園
- 龜仔用水源地
- 墾丁寮石器時代遺跡
- 貓鼻頭（可遙望七星岩、小琉球嶼）
- 帆船石
- 大坂埒

天然紀念物
- 熱帶性海岸原生林（1935年12月指定）
- 毛柿及榕樹林（1937年12月指定）
- 儒艮（1933年12月指定）[3]